# Leptotarsus idioneurus
Leptotarsus idioneurus är en tvåvingeart som först beskrevs av Alexander 1924.  Leptotarsus idioneurus ingår i släktet Leptotarsus och familjen storharkrankar.
Artens utbredningsområde är Guyana. Inga underarter finns listade i Catalogue of Life.